# Thomas Hörbiger
Thomas Hörbiger, auch Thommy bzw. Tommy Hörbiger (* 11. Juli 1931 in Berlin; † 24. Mai 2011 in München) war ein österreichischer Schauspieler und Textdichter.

## Leben
Thomas Hörbiger war der Sohn des Schauspielers Paul Hörbiger und seiner Ehefrau Josepha „Pippa“ geb. Gettke. Als einziges von Paul Hörbigers Kindern trat er in die Fußstapfen des Vaters und wurde Schauspieler. Thomas Hörbiger wirkte in zahlreichen Spielfilmen mit, spielte mit seinem Vater Theater und ging mit dem Stück Straßenmusik auf Tournee. Doch nicht seinen Vater, sondern seinen Freund Joachim Fuchsberger nahm er zum Maßstab, und da es ihm nicht gelang, diesem an Popularität ebenbürtig zu sein, zog er sich von der Schauspielerei zurück.
Danach arbeitete Hörbiger als Textdichter für Udo Jürgens, dem er die Hits Siebzehn Jahr, blondes Haar, Merci, Chérie und Immer wieder geht die Sonne auf schrieb.
Hörbiger gründete ab 1959 Diskotheken im St. Annahof (Wien), Innsbruck und München, die zu beliebten Schickeria-Treffpunkten wurden, und war Inhaber eines Heurigen-Lokals in München-Schwabing. Er führte diese Betriebe bis in die 1980er Jahre und eröffnete dann mit seiner Frau Gaby ein Hotel in Augsburg.
Hörbiger war Vater der Schauspielerin Mavie Hörbiger und des Bühnentechnikers Hans Hörbiger (* 1988).

## Filmografie
- 1955: Geheimnis einer Ärztin
- 1955: Die Försterbuben
- 1956: Lügen haben hübsche Beine
- 1956: Liebe, die den Kopf verliert
- 1956: Bademeister Spargel
- 1956: Kaiserball
- 1956: Symphonie in Gold
- 1956: Roter Mohn
- 1957: Heimweh … dort, wo die Blumen blühn
- 1957: Der schönste Tag meines Lebens
- 1957: Und so was will erwachsen sein (Die Winzerin von Langenlois)
- 1957: Vier Mädels aus der Wachau
- 1957: Hoch droben auf dem Berg
- 1958: Hallo Taxi
- 1958: Die Straße
- 1958: Liebe, Mädchen und Soldaten
- 1961: … und du mein Schatz bleibst hier
- 1961: Im schwarzen Rößl
- 1965: Geißel des Fleisches
- 1969: Liebe durch die Hintertür
- 1971: Großstadtprärie
- 1972: Die liebestollen Apothekerstöchter